# Gordon, Alabama
Gordon là một thị trấn thuộc quận Houston, tiểu bang Alabama, Hoa Kỳ. Dân số năm 2009 là 425 người, mật độ đạt 51 người/km².